# Витуша (река)
Витуша — река в России, протекает в Сараевском районе Рязанской области. Правый приток Вёрды.

## География
Река Витуша берёт начало у посёлка Отрада. Течёт в западном направлении по открытой местности через населённые пункты Палаткино, Глебовка, Витуша. Устье реки находится у деревни Фёдоровка в 53 км по правому берегу реки Вёрды. Длина реки составляет 10 км.

## Данные водного реестра
По данным государственного водного реестра России относится к Окскому бассейновому округу, водохозяйственный участок реки — Ока от города Рязань до водомерного поста у села Копоново, без реки Проня, речной подбассейн реки — бассейны притоков Оки до впадения Мокши. Речной бассейн реки — Ока.
Код объекта в государственном водном реестре — 09010102212110000025980.